# Enriqueta Pinto

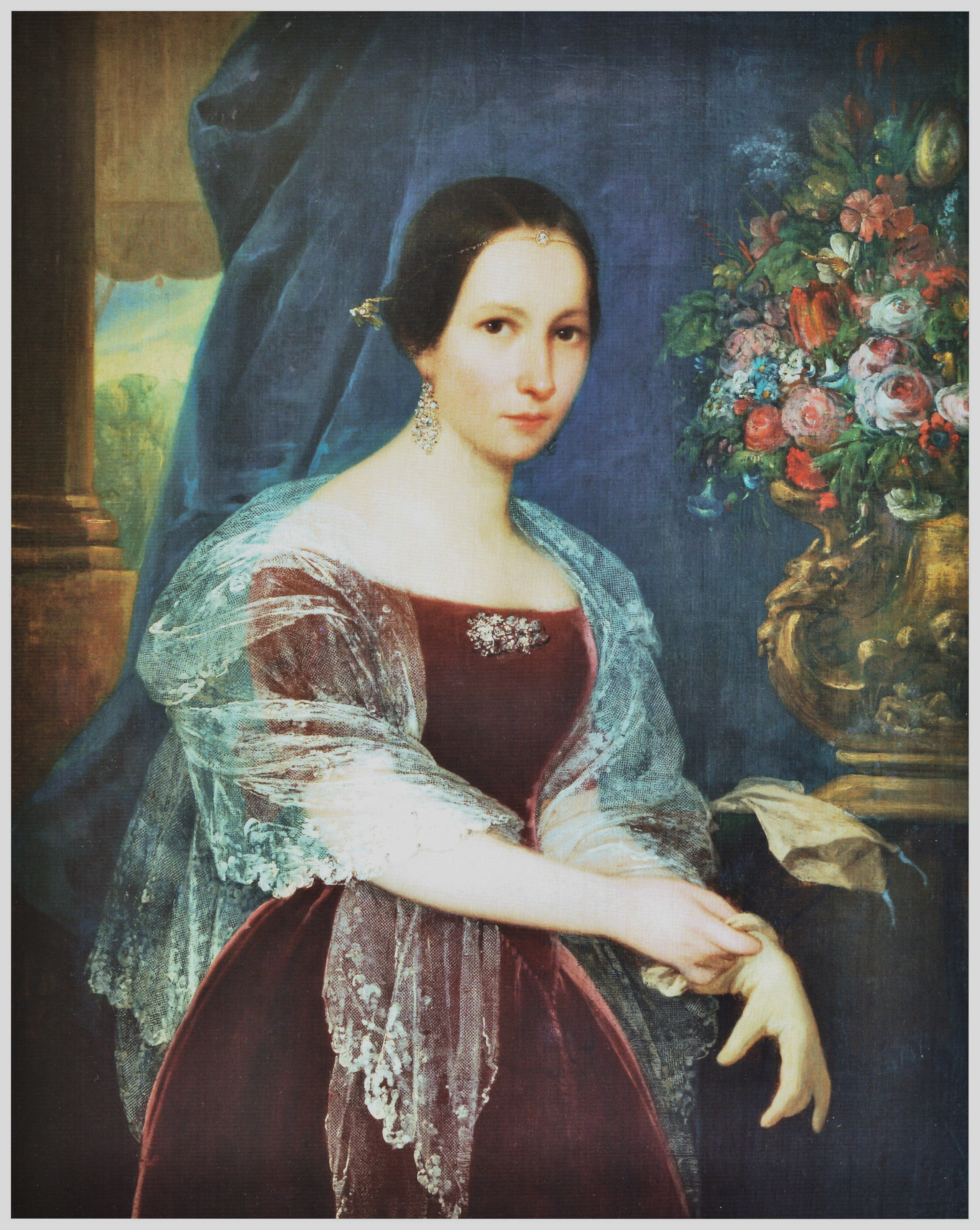
Enriqueta Pinto, First Lady Chiles, Gemälde von Raymond Monvoisin (zwischen 1843 und 1857)

Enriqueta Pinto Garmendia (* 1817 in der Provinz Tucumán, Argentinien; † 26. Dezember 1904 in Santiago, Chile) war als Ehefrau des Präsidenten Manuel Bulnes Prieto von 1841 bis 1851 die First Lady von Chile.
Sie wurde 1817 in der Provinz Tucumán, Argentinien, geboren. Sie war die Tochter des späteren chilenischen Präsidenten Francisco Antonio Pinto und seiner Frau Luisa Garmendia Alurralde. Ihr Bruder Aníbal Pinto Garmendia wurde ebenfalls Präsident Chiles.